# 사이공 하이테크 파크

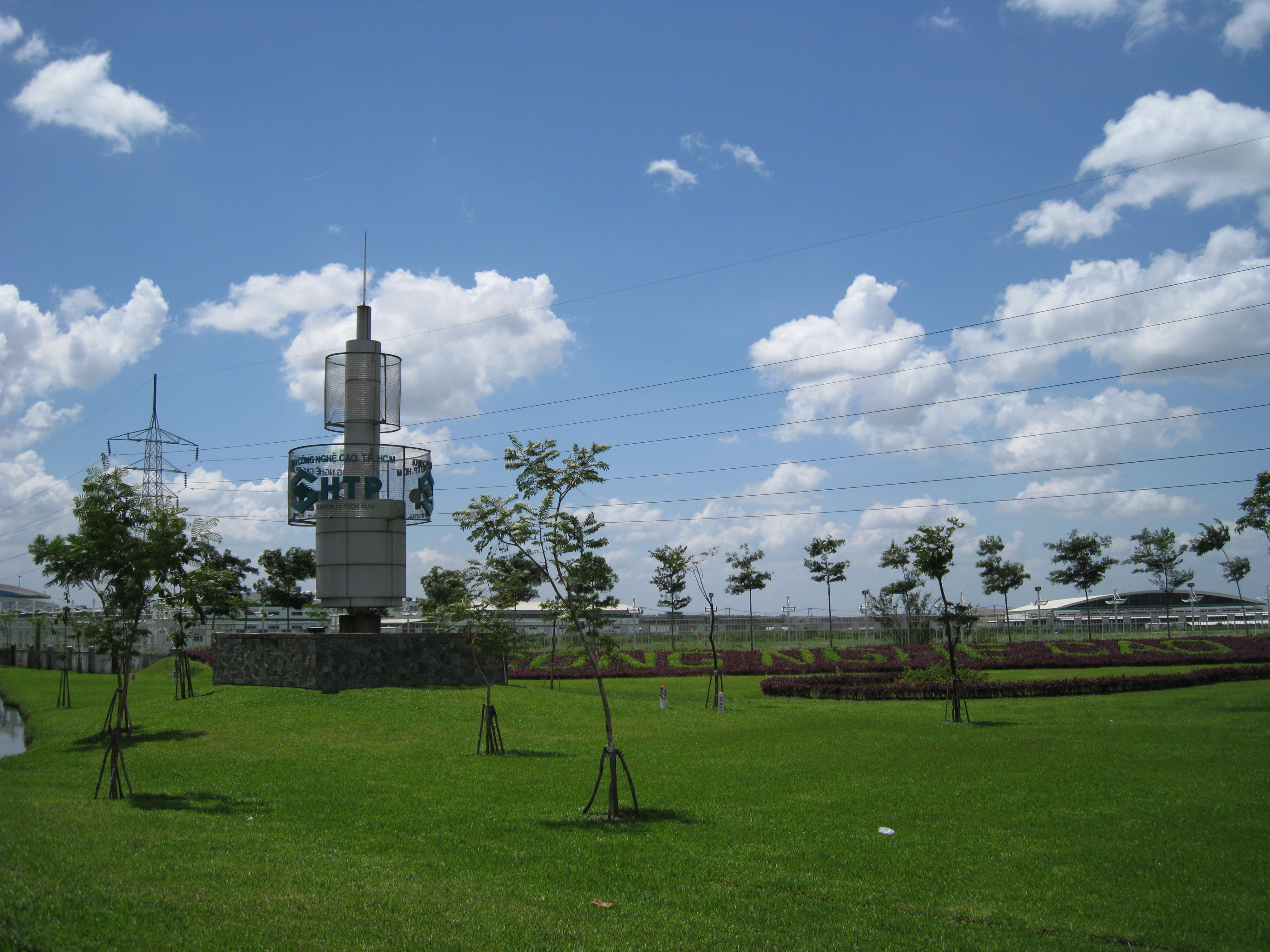
사이공 하이테크 파크

사이공 하이테크 파크(Saigon Hi-Tech Park, SHTP)는 베트남 호찌민 시에 위치한 하이테크 산업 단지이다. 시내에서 15km에 위치해 있고, 맞은 편에 하노이 고속도로를 따라 호치민 베트남 국립 대학교가 위치해 있으며,  기업 호치민시를 , 맞은 편에 목 둑 대학 마을 함께 하노이 고속도로와 2020년 완공되는 호치민 지하철 1호선이 지나간다. 이 공원의 면적은 326ha (95% 활용)이며 현재 913ha로 확대되고 있다. 하이테크 투자자들은 세관 서비스에 대한 지원뿐만 아니라 토지 임차와 세금의 특혜를 받는다.

## 같이 보기
- 호알락 하이테크 파크
- 다낭 하이테크 파크